# Luka stratygraficzna
Luka stratygraficzna, hiatus – brak w profilu stratygraficznym warstw określonego wieku, spowodowany okresową przerwą w sedymentacji lub erozją osadzonych wcześniej utworów.